# Fele Martínez
Rafael (Fele) Martínez (Alicante, 22 de fevereiro de 1975) é um ator espanhol. Formado na Escola Superior Real de Artes Dramáticas em Madri, destacou-se com o prêmio Goya de Melhor Ator Revelação em 1996. Participou de aproximadamente 20 filmes, onde destacam-se: Los Amantes Del Círculo Polar (1998), de Julio Medem, Tesis (1996) e Abre los Ojos (1997), de Alejandro Amenábar; Fale com Ela (2002) e Má Educação (2004), ambos de Pedro Almodóvar.
Fele também participou da série  espanhola Gran Hotel (2011-2013). Fez parte de vários projetos de filmes independentes, incluindo os curtas Pasaia (1996), pelo qual ganhou na categoria de melhor ator no Festival de Cinema de Elche, Amigos (1997), La cartera (2000), e El castigo del ángel (2002), este último dirigido por ele.

## Filmografia
- La noche que mi madre mató a mi padre (2016)
- Darkness 2 - A Setima Vitima (2009)
- Bolboreta Mariposa Papallona (2006)
- El síndrome de Svensson (2006)
- El asesino del parking (2006)
- Tánger (2004)
- La mala educación (2004)
- Dos tipos duros (2003)
- Utopía (2002)
- Hable con ella (2002)
- Darkness (2002)
- El castigo del ángel (2002)
- Noche de reyes (2001)
- La Cartera (2000)
- Tinta roja (2000)
- Tuno negro (2000)
- Capitães de Abril (1999)
- El arte de morir (1999)
- Tú qué harías por amor (1999)
- Lágrimas negras (1998)
- Los amantes del Círculo Polar (1998)
- Abre los ojos (1997)
- Insomnio (1997)
- El tiempo de la felicidad (1997) (1997)
- Tesis (1996)